# Jánský vrch (Krušné hory)
Jánský vrch (německy Johannesfeuerberg) je hora v okrese Most v Krušných horách, vystupující západně nad zámkem Jezeří s vrcholem 752 m n. m. Název hory, stejně jako starší pojmenování Svatojánská hora nebo Ohnivec má nejspíše základ v tzv. svatojánských ohních, které se na jejím vrcholu v minulosti zapalovaly.
Jánský vrch patří spolu s nedalekými kopci Jedlová (853 m n. m.) a Jezeří (707 m n. m.) k nejpříkřejším kopcům v krušnohorské oblasti okresu Most. Jeho jižní svah se prudce zvedá z Mostecké pánve, stejně příkrá je východní strana, která vystupuje z údolí Šramnického potoka. Na západě je Jánský vrch oddělen údolím od Jezeří a severozápadně se tyčí vrch Homolka (845 m n. m.). Temeno Jánského vrchu je poměrně ploché a nabízí výhled východním a jihovýchodním směrem na zámek Jezeří a část Českého středohoří.
V západní části náhorní plošiny se nachází výrazné skalisko, které vyčnívá až do výše 768 m n. m., což z něj činí nejvyšší bod na Jánském vrchu. Jihozápadním směrem odtud pokračuje skalnatý hřeben až do údolí Vesnického potoka na území Národní přírodní rezervace Jezerka. Západně i východně od skály se nacházejí další skalní útvary. Jedna z nich se nazývá Svatojánská věž nebo též Strážce Jánského vrchu. Na svazích a vrcholku převažuje bukový porost, pouze na severní části svahu najdeme i jehličnatý les. Modře značená turistická cesta z Horního Jiřetína na Jezeří sice vede pouze po vrstevnici na úbočí hory, ovšem vrchol Jánského vrchu je snadno přístupný po lesní cestě.
Jánský vrch je rovněž významná geologická lokalita, kde lze pozorovat vztah rozdílný vývoj dvou druhů ortorul.
Zajímavostí kopce je tzv. Goethovo sedátko vytesané do skály nalézající se na jihovýchodním úpatí Jánského vrchu. Pojmenování po Johannu Wolfgangu Goethovi vychází z umělcovy návštěvy na zámku Jezeří v roce 1810, kdy Goethe podnikl výlet na kopec Jezeří a cestou se údajně na tomto místě zastavil.